# V.90
ITU-T Recommendation V.90 - rekomendowany przez ITU-T standard komunikacji modemowej, pozwalający z prędkością 56 kbit/s pobierać, a z 33.6 kbit/s wysyłać dane. Standard został zatwierdzony we wrześniu 1998 roku.
| Poprzedni standard | Obecny standard | Następny standard |
| ------------------ | --------------- | ----------------- |
| V.34 (V.Fast)      | V.90 (V.Last)   | V.92              |